# بارك دي سبورتس
بارك دي سبورتس (بالفرنسية: Parc des Sports)‏ هو ملعب متعدد الاستخدامات يقع في مدينة آنسي بفرنسا. يتم استخدامه من قبل نادي آنسي لمبارياتهم على أرضهم. سعة الملعب 15،660 متفرج. كما استضافت بطولة العالم للناشئين 1998 في ألعاب القوى.